# Pierre Anoul
Pierre Anoul, né à Bruxelles en 1794, a été aide de camp du roi des Belges, gouverneur militaire de Bruxelles, commandant en chef de la Gendarmerie nationale, etc.

## Biographie
Après avoir terminé ses premières études, il entra volontairement à l'école militaire de cavalerie, à Saint-Germain-en-Laye. Nommé sous-lieutenant au 14e régiment de cuirassiers, il prit part aux campagnes de l'époque, dans le cours desquelles il reçut trois blessures et eut un cheval tué sous lui, en combattant à l'arrière-garde, à la bataille de Leipzig.
Quand les événements de 1814 eurent amené la dissolution de l'armée de la Loire, il fit partie, par suite de la réorganisation de l'armée, du 12e régiment de cuirassiers, puis quitta le service de la France avec une démission honorable, le 23 novembre 1814.
Rentré dans sa patrie, il fut, peu après, grièvement blessé sur le champ de bataille de Waterloo, où il combattit dans les rangs des carabiniers belges.
En 1830, après la révolution qui amena la séparation violente de la Belgique d'avec la Hollande, il fut appelé au commandement de Bruxelles, et reçut, vers la fin de l'année suivante, le commandement d'une brigade de cuirassiers, que l'intervention française rendit inactive.
En 1842, il quitta ce commandement pour se voir appeler aux fonctions d'aide de camp près de son souverain, et fut investi du commandement militaire de la résidence royale.

## Distinctions
- Officier de l'ordre de Léopold
- Officier de la Légion d'honneur[Quand ?]
- Chevalier de l'Ordre militaire de Guillaume

## Source
« Pierre Anoul », dans Charles Mullié, Biographie des célébrités militaires des armées de terre et de mer de 1789 à 1850, 1852 [détail de l’édition]